# Луковский уезд
Луковский уезд — административная единица в составе Седлецкой губернии Российской империи, существовавшая c 1867 года по 1919 год. Административный центр — город Луков.

## История
Уезд образован в 1867 году в составе Седлецкой губернии Российской империи. В 1919 году преобразован в Лукувский повет Люблинского воеводства Польши.

## Население
По переписи 1897 года население уезда составляло 102 924 человек, в том числе в городе Луков — 9363 жит.

### Национальный состав
Национальный состав по переписи 1897 года:
- поляки — 86 805 чел. (84,3 %),
- евреи — 13 639 чел. (13,3 %),
- немцы — 1166 чел. (1,1 %),
- русские — 978 чел. (1,0 %),

## Административное деление
В 1913 году в состав уезда входило 22 гмин: 
| - Белобржеги — пос. Коцк, - Войцешков — д. Войцешков, - Голомбки — д. Лазы, - Гулов — пос. Адамов, - Домбе — д. Грензувка, - Коцк — пос. Коцк, - Красусы — д. Вулька-Коноп, - Луков — г. Луков, - Лысобыки — пос. Лысобыки, - Мыслов — д. Цехомин, - Правда — пос. Сточек, | - Радориж — д. Радориж, - Серокомля — пос. Серокомля, - Скржишев — д. Гонсиоры, - Станин — д. Станин, - Сточек — пос. Сточек, - Тржебешов — д. Тржебешов, - Туховичи — д. Туховичи, - Улянь — д. Сентки, - Целины — д. Нуржина, - Якуше — д. Якуше, - Ярчев — д. Подос. |